# 安楽寺 (市川市)

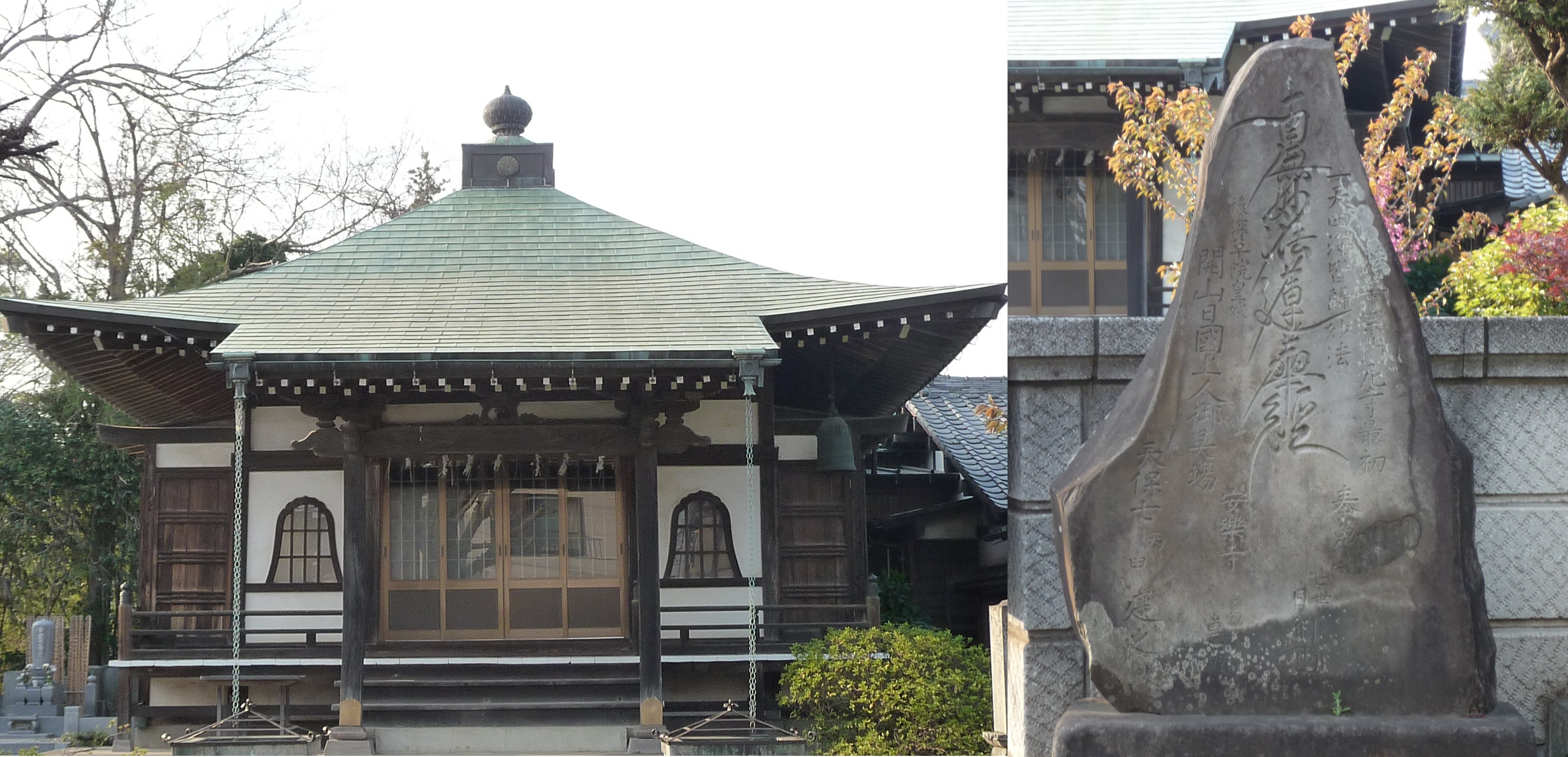
安楽寺(左)と門前の碑（右）

安楽寺（あんらくじ）は、千葉県市川市にある日蓮宗の寺院。

## 歴史
鎌倉時代中期、日国によって開山された。日国は後深草天皇の皇女であったが、難病を患ったため、都を出て当地で静養することになった。鎌倉幕府は皇女の存在を確認し、当地の年貢の奉納を免ずる代わりに、その分を皇女の生活費として差し出すように命じた。これが奉免町という地名の由来である。
ある日、日蓮百日間の説法に誘われ、日蓮の説法を聞いたところ、これまで苦しんできた難病も快癒した。これにより皇女は日蓮に帰依し、出家して「日国」を名乗り、寺を創建した。
当寺は、開山の日国の関係もあり、日蓮宗の歴史上最初の尼寺であるが、現在は尼寺ではない。

## 交通アクセス
- 船橋法典駅より徒歩24分。